# Валцела (Бергамо)
Валцела је насеље у Италији у округу Бергамо, региону Ломбардија.
Према процени из 2011. у насељу је живело 207 становника. Насеље се налази на надморској висини од 523 м.